# Wûnseradiel
Wûnseradiel (neerlandeză Wonseradeel) este o comună în provincia Frizia, Țările de Jos. 

## Localități componente
Allingawier, Arum, Burgwerd, Cornwerd, Dedgum, Exmorra, Ferwoude, Gaast, Hartwerd, Hichtum, Hieslum, Idsegahuizum, Kimswerd, Kornwerderzand, Lollum, Longerhouw, Makkum, Parrega, Piaam, Pingjum, Schettens, Schraard, Tjerkwerd, Witmarsum, Wons, Zurich.